# 私の人生、代役に頼んでみた
『私の人生、代役に頼んでみた』（原題:The Stand In）は2020年に公開されたアメリカ合衆国のコメディ映画である。監督はジェイミー・バビット、主演はドリュー・バリモアが務めた。バリモアにとって、本作は6年ぶりの銀幕復帰作となった。
本作は日本国内で劇場公開されなかったが、2022年10月5日にDVDが発売された。

## 概略
コメディエンヌ（喜劇女優）のキャンディ・ブラックは破天荒なキャラで人気を博していたが、脱税をはじめとするスキャンダルが露見したため、一気にスターダムから転げ落ちることになった。裁判所から社会奉仕を命じられたキャンディだったが、あろうことか自らの代役を務めていたポーラにそれらを押し付けた。キャンディに成りすまして奉仕活動に励むうち、ポーラの中である思いが芽生え始めた。「自分は今まで日の目を見ることがなかったが、このままキャンディに成り代わってしまえば一気に人気者になれるのではないか」と。やがて、ポーラはその計画を実行に移し、キャンディとしてテレビの人気番組に出演するようになった。本物のキャンディはポーラを止めようとしたが、そうすんなりと行くはずはなかった。

## キャスト
- ポーラ/キャンディ・ブラック：ドリュー・バリモア（声：石塚理恵）
- スティーヴ：マイケル・ゼゲン（声：内田夕夜）
- ルイス：T・J・ミラー（声：矢野正明）
- バーバラ・コックス：ホランド・テイラー（声：定岡小百合）
- サイモン：チャーリー・バーネット
- ジェナ・ジョーンズ：エリー・ケンパー（声：小若和郁那）
- ニコ：アンドリュー・ラネルズ
- リサ：レナ・ダナム
- バンジョー：エイドリアン・マルティネス
- イングリッド：ミシェル・バトー
- ウェス：リチャード・カインド（声：山中誠也）
- デイジー：ドリー・ウェルズ（声：中村綾）
- ヴィッキー：ジェニファー・リム（声：桃江トウコ）
- ランス：ジョン・W・ローソン（声：魚建）
- テリー：マレイ・バートレット（声：いとうさとる）
- ジョン：ロバート・ディーン（声：露木徳幸）

### 本人役での出演
- グラハム・ノートン
- ブリジット・エヴェレット（声：田村千恵）
- ジミー・ファロン
- サヴァンナ・ガスリー（声：ニケライ・ファラナーゼ）
- メーガン・マケイン
- アンディ・コーエン
- ジュリアナ・ランシック（声：米倉希代子）
- ジェイソン・ケネディ（声：吉野貴大）
- ケリー・リパ
- ライアン・シークレスト

## 製作
2018年2月2日、ジェイミー・バビット監督の新作映画にドリュー・バリモアが出演することになったと報じられた。2019年1月31日、マイケル・ゼゲンの起用が発表された。同月、本作の主要撮影がニューヨークで始まった。2月、ケンタッキー州のレキシントンやバーサタイルズで本作のロケが行われた。6月4日、ダニエル・ウォールが本作で使用される楽曲を手掛けるとの報道があった。

## 公開・マーケティング
当初、本作は2020年4月23日にトライベッカ映画祭でプレミア上映される予定だったが、新型コロナウイルスの流行のために映画祭が中止となった。7月15日、サバン・フィルムズが本作の全米配給権を獲得したと報じられた。10月30日、本作のオフィシャル・トレイラーが公開された。

## 評価
本作に対する批評家の評価は芳しいものではない。映画批評集積サイトのRotten Tomatoesには36件のレビューがあり、批評家支持率は31%、平均点は10点満点で4.6点となっている。サイト側による批評家の見解の要約は「一人二役をこなしたドリュー・バリモアの演技は印象に残るものである。しかし、設定にコメディとしてのポテンシャルが十分にあるにも拘わらず、『私の人生、代役に頼んでみた』は思うように笑いを生み出せていない。」となっている。また、Metacriticには7件のレビューがあり、加重平均値は38/100となっている。